# Луций Пинарий Ната
Луций Пинарий Ната (на латински: Lucius Pinarius Natta) е римски военачалник на Римската република през втората половина на 4 век пр.н.е.
Произлиза от род Пинарии. През 363 пр.н.е. той е началник на конницата (magister equitum) при диктатор Луций Манлий Капитолин Империоз. През 349 пр.н.е. той е претор и се бие срещу пиратите в Гърция.